# Calamagrostis setiflora
Calamagrostis setiflora är en gräsart som först beskrevs av Hugh Algernon Weddell, och fick sitt nu gällande namn av Pilg.. Calamagrostis setiflora ingår i släktet rör, och familjen gräs. Inga underarter finns listade i Catalogue of Life.